# 1654

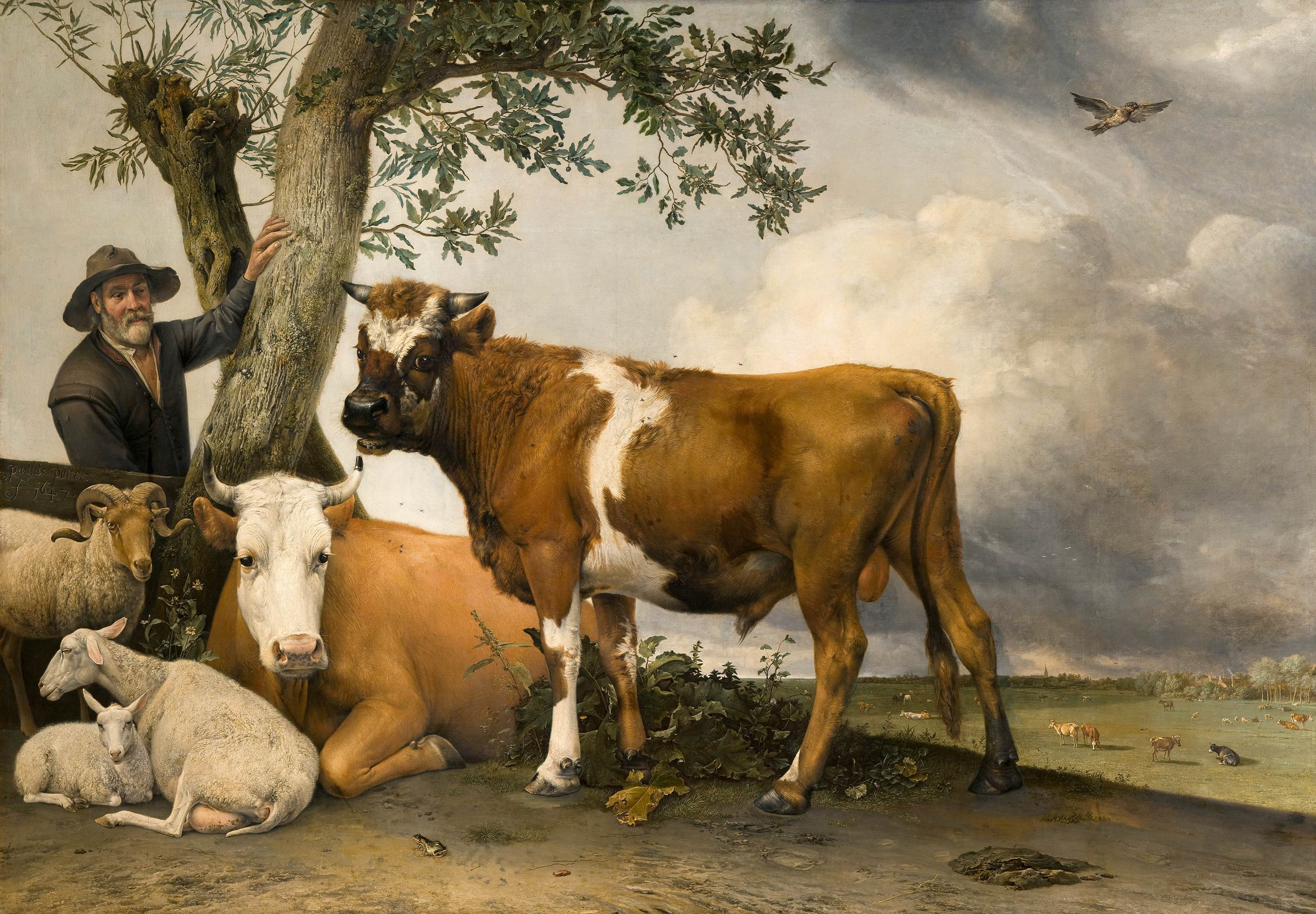
De stier van Paulus Potter

Het jaar 1654 is het 54e jaar in de 17e eeuw volgens de christelijke jaartelling.

## Gebeurtenissen
januari

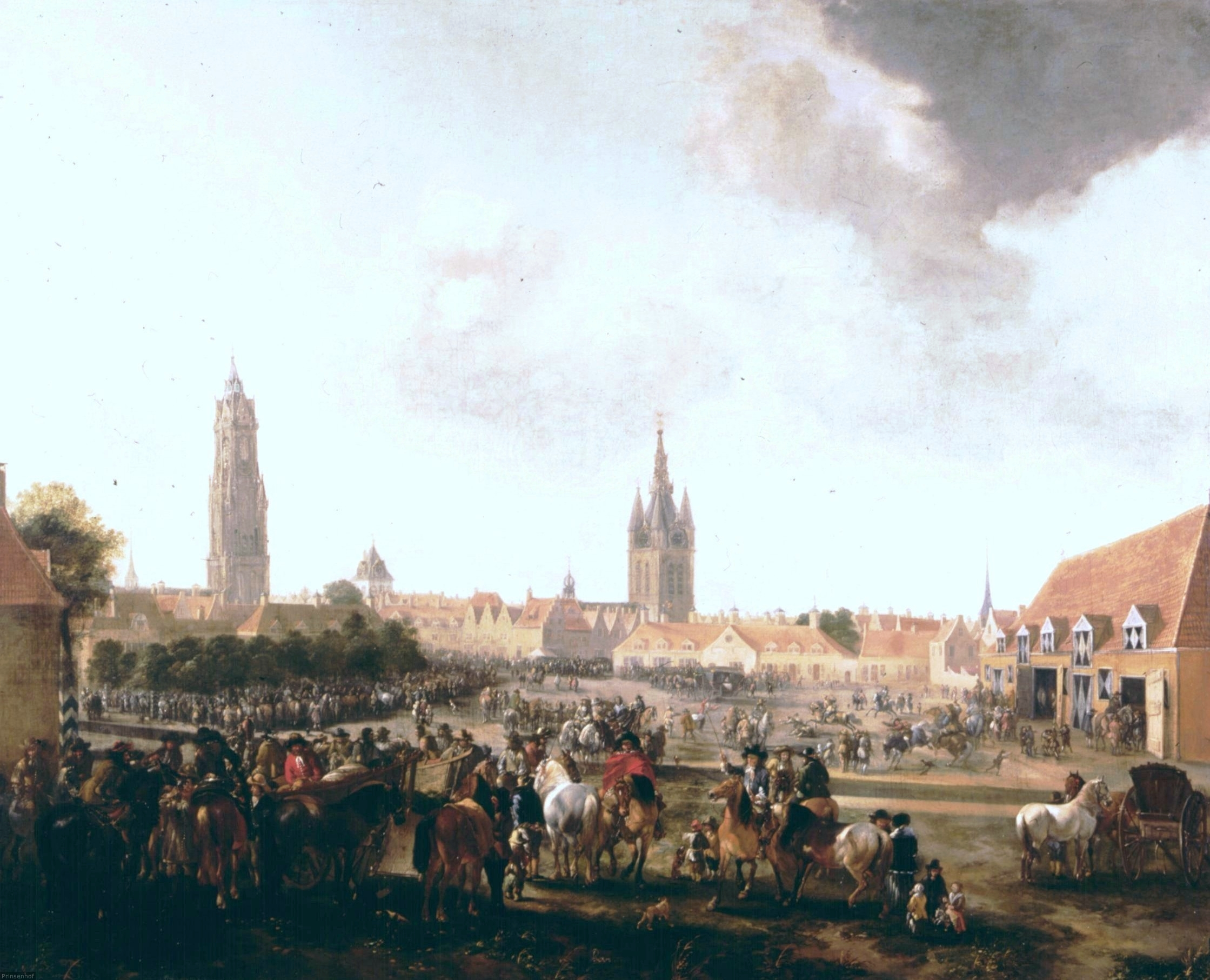
Gezicht op de Paardenmarkt te Delft (1665) door Pieter Wouwerman

- 7 - Bij een nachtelijke stadsbrand wordt De Rijp in de as gelegd.

april
- 22 - De Staten-Generaal keuren het vredesverdrag met Cromwells Gemenebest goed. Het is grotendeels een gelijkspel. Zij weten echter niet dat er in het geheim bedongen is dat Willem III van opvolging uitgesloten zal worden. Johan de Witt en Cromwell waren het daar wel over eens.

mei
- 4 - De Staten van Holland nemen de Akte van Seclusie (Uitsluiting) aan, waarin Willem van Oranje van het stadhouderschap uitgesloten wordt. Vooral in Friesland is er grote verontwaardiging. De andere gewesten -behalve Zeeland- zijn alle zeer verdeeld.
- 16 - Filips IV verheft de Heerlijkheid Geleen tot graafschap.
- 20 - In Koerland vaart een dubbeldeks schip met 45 kanonnen uit naar Tobago. Das Wappen der Herzogin von Kurland is speciaal gebouwd om tropische producten naar Koerland te transporteren.
- 30 - De Zweden veroveren Fort Casimir in Nieuw-Nederland.

juni
- 11 - Met het Nederlandse schip De Tulp arriveert in de Kaapkolonie het eerste oranjeboompje.
- 16 - Koningin Christina van Zweden doet troonsafstand en verlaat haar land per schip. Haar neef Karel X Gustaaf bestijgt de troon.

juli
- 6 - Het Russische leger slaat het beleg voor Smolensk.

september
- 16 - Val van Smolensk.

oktober
- 12 - Bij de explosie van het kruithuis in de Delftse binnenstad vallen tientallen doden en worden honderden huizen verwoest. Een van de slachtoffers is de schilder Carel Fabritius. De ramp staat bekend als de Delftse donderslag.
- half oktober - De stadhouder van de noordelijke provincies, Willem Frederik van Nassau-Dietz, wordt in Zwolle geïnstalleerd als stadhouder van Overijssel.

december
- 24 - De afgetreden koningin Christina van Zweden bekeert zich op kerstavond heimelijk tot de Rooms-Katholieke Kerk.

zonder datum
- De stad Charkov wordt gesticht door opstandige kozakken die aansluiting bij Rusland willen.
- Pestepidemie in Amsterdam.
- Eerste proef met Maagdenburger halve bollen.

## Muziek
- Giovanni Legrenzi componeert de Concerti Musicali per uso di Chiesa, Opus 1

## Theater
- Op 2 februari gaat onder grote publieke belangstelling Joost van den Vondels treurspel Lucifer in première. Na de tweede voorstelling, op 5 februari, verbieden de autoriteiten verdere voorstellingen. Het stuk blijft bijna twee eeuwen van de planken.

## Beeldende kunst

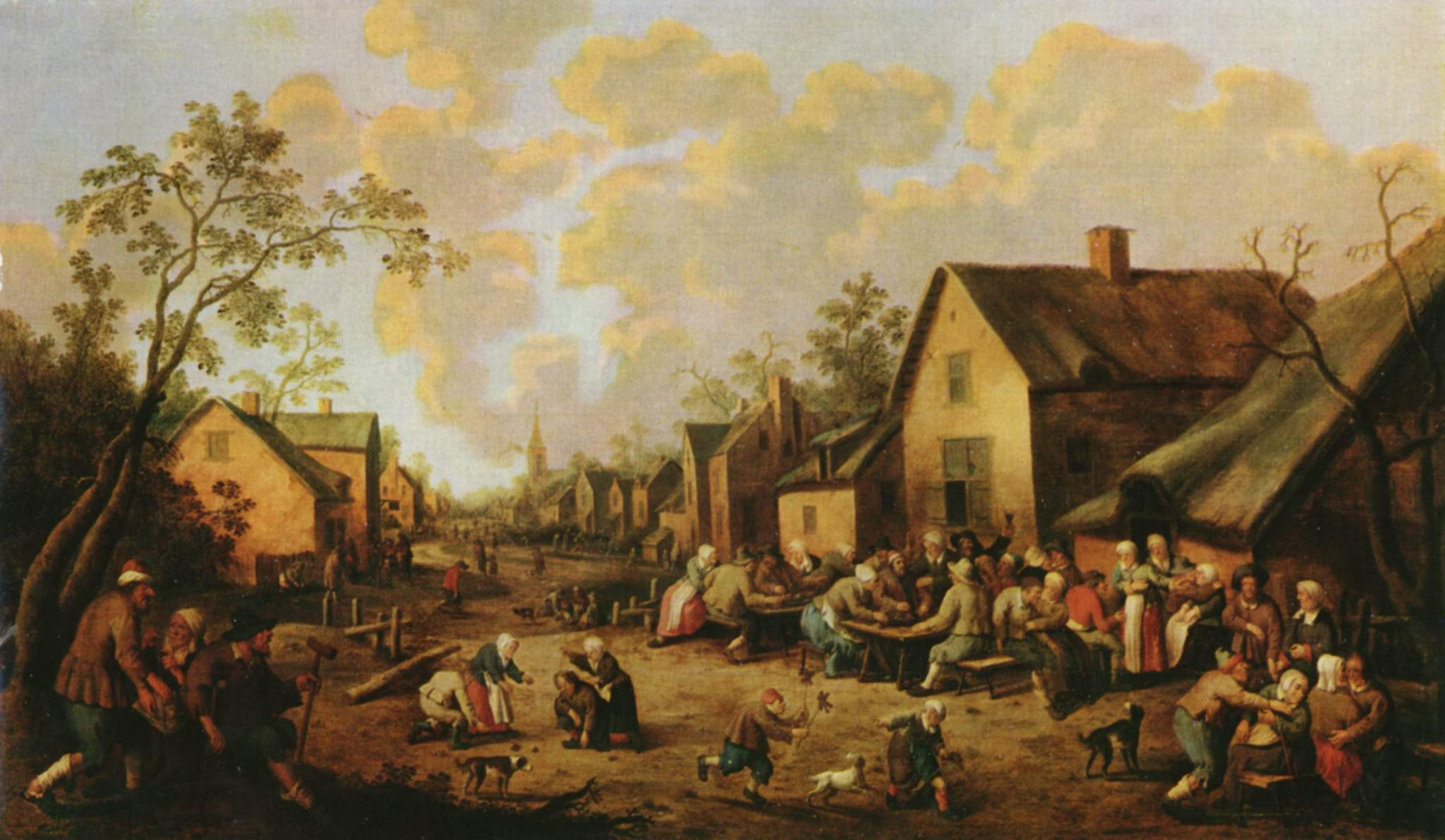
Dorpsstraat (1654) Joost Cornelisz. Droochsloot, Museum voor Schone Kunsten, Boedapest
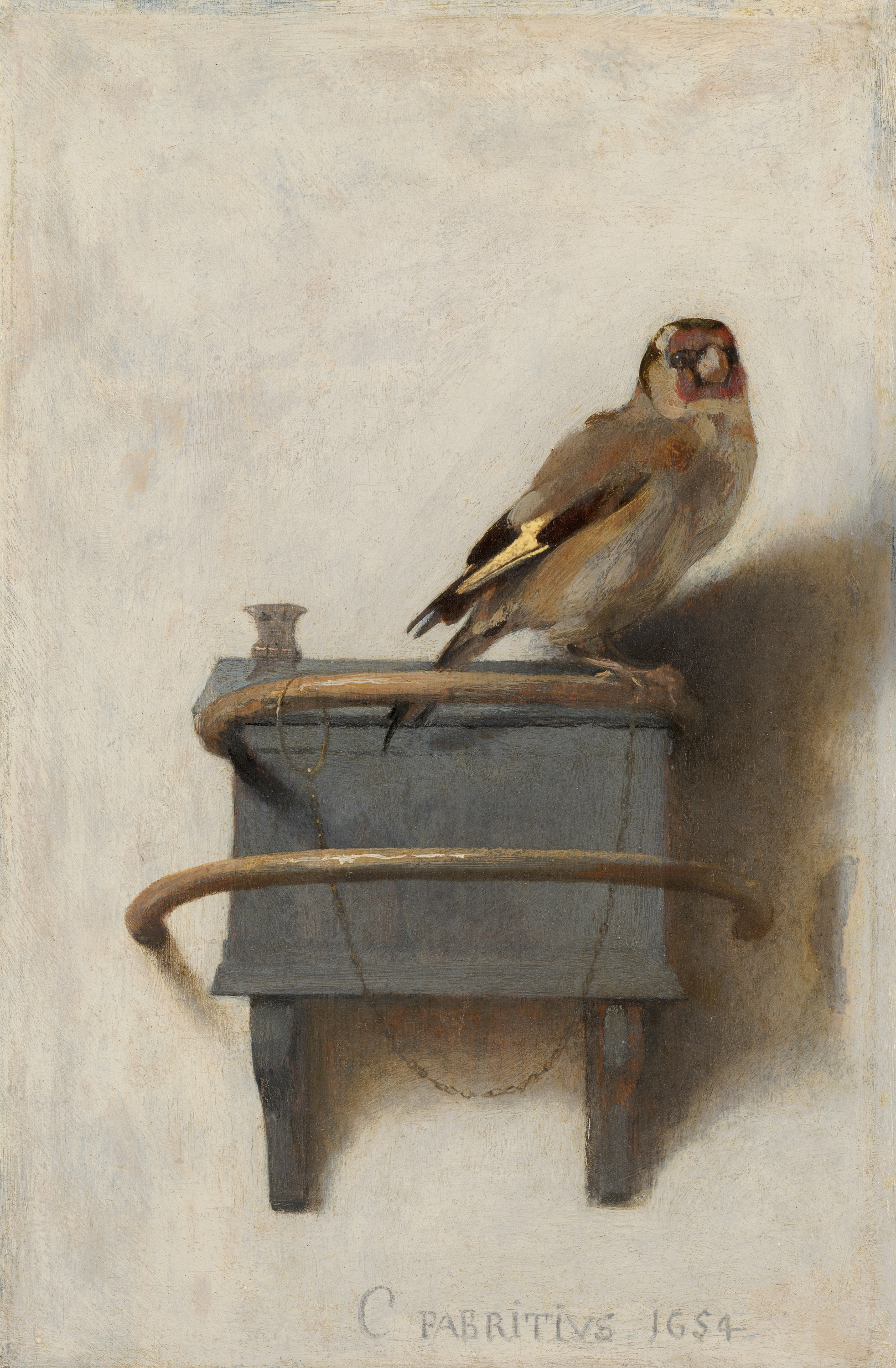
Puttertje (1654) Carel Fabritius, Mauritshuis Den Haag
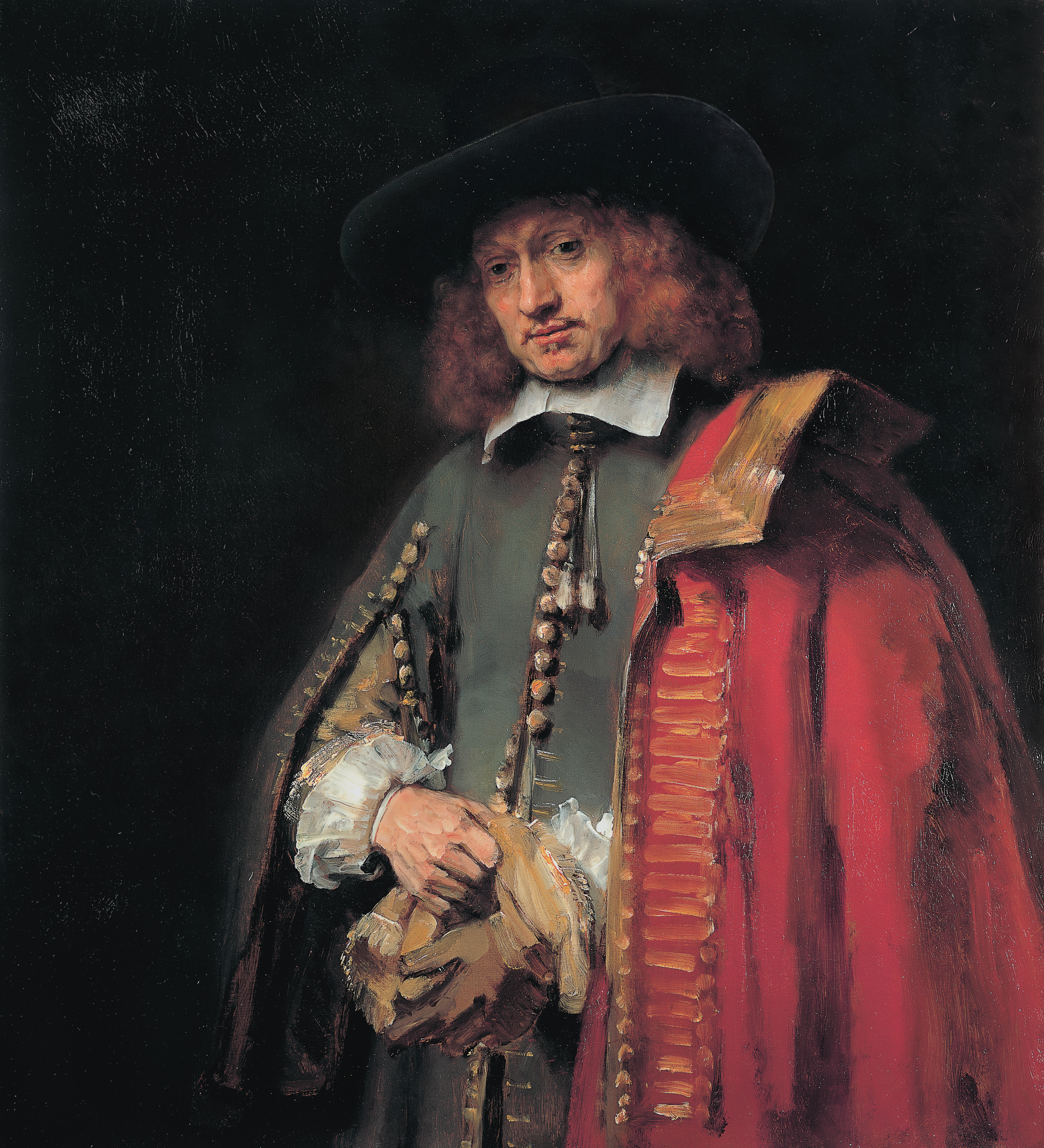
Portret van Jan Six (1654) Rembrandt van Rijn, Collectie Six, Amsterdam
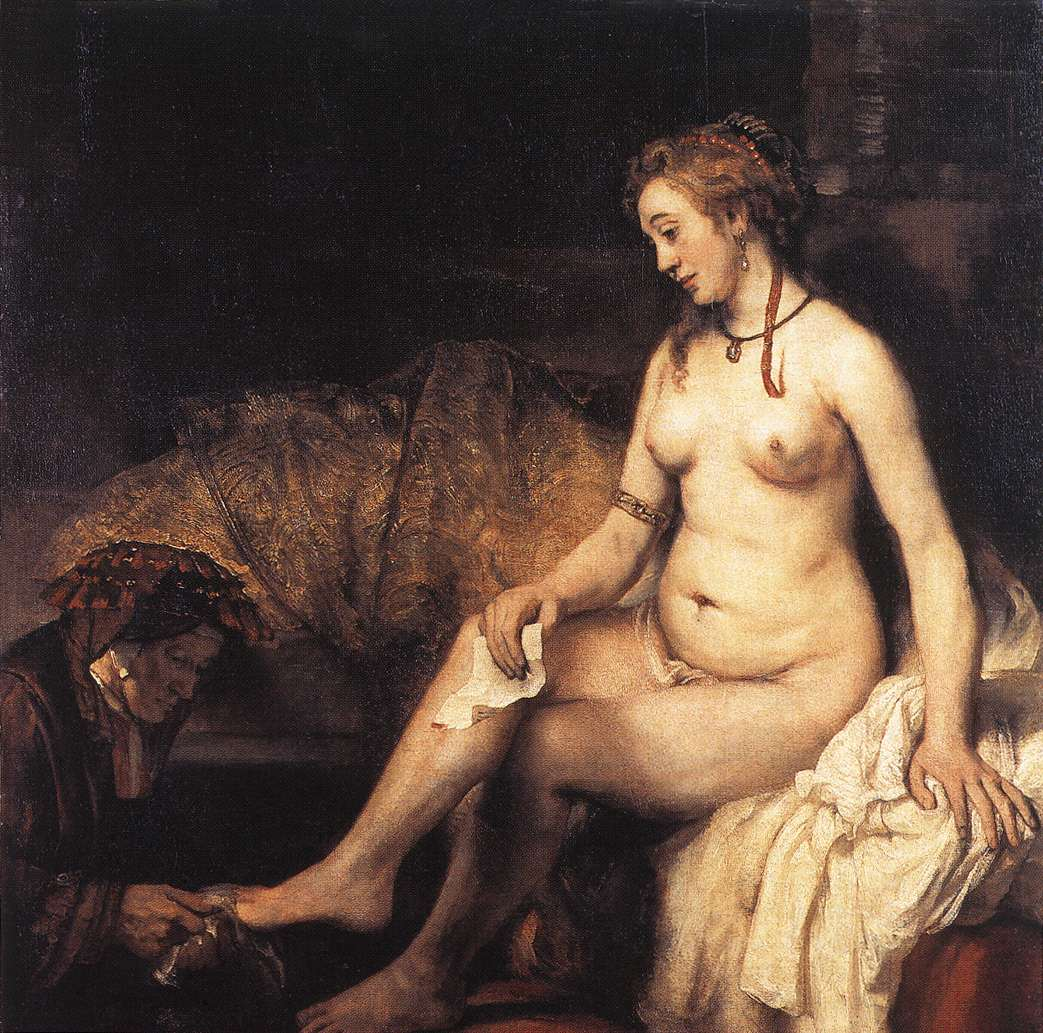
Bathseba met de brief van koning David (1654) Rembrandt van Rijn, Louvre, Parijs

## Bouwkunst

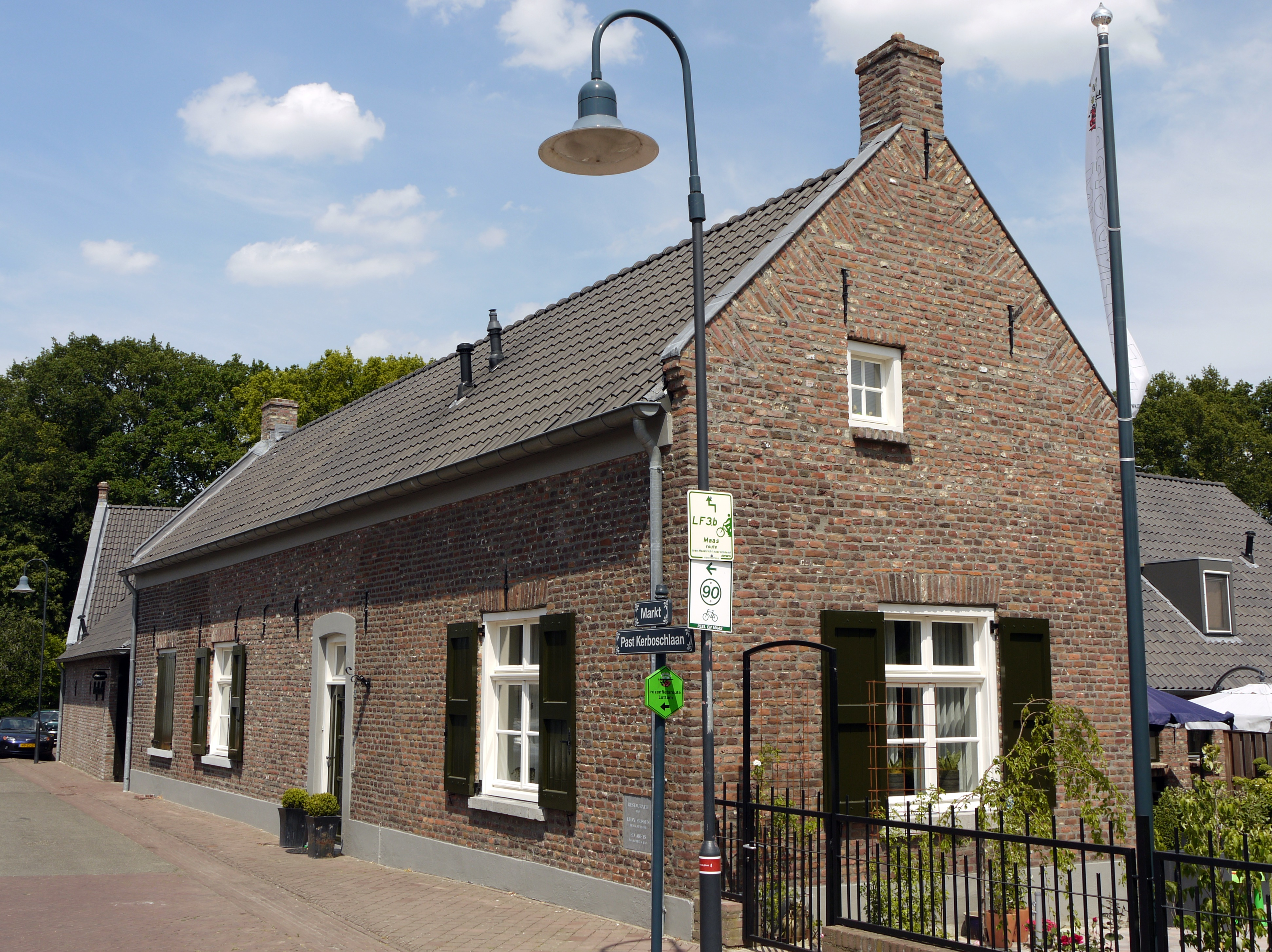
Woonhuis, Lottum (1654)

## Geboren
maart
- 29 - Laurens Verboom, Nederlands militair en gouverneur van Suriname (overleden 1688)

september
- Vincent Lübeck, Duits componist (overleden 1740)

oktober
- 22 - Feio Sickinghe, Gronings edelman, militair en premier collator te Usquert (overleden 1696)

december
- 27 - Jakob Bernoulli, Zwitsers wiskundige (overleden 1705)

datum onbekend
- Quirinus van Blankenburg, Nederlands muziektheoreticus, organist, beiaardier en componist (overleden 1739)
- Kangxi keizer (overleden 1722)
- Pedro Calungsod, Filipijns heilige (overleden 1672)

## Overleden
januari
- 17 - Paulus Potter (28), Nederlands kunstschilder

maart
- 24 - Samuel Scheidt (66), Duitse organist en componist

augustus
- 12 - Cornelis Haga (76), Nederlands diplomaat
- 29 - Wouter van Twiller (48), Nederlands gouverneur van Nieuw-Nederland van 1633 tot 1638

datum onbekend
- Francisco Correa de Arauxo (±70), Spaans orgelcomponist